# オックスフォード悲歌
オックスフォード悲歌（An Oxford Elegy）は、レイフ・ヴォーン・ウィリアムズが1947年から1949年にかけて作曲した、語り手と小規模な混声合唱、小規模な管弦楽のための楽曲。

## 概要
曲にはマシュー・アーノルドの詩から2編「The Scholar Gipsy」と「Thyrsis」の一部分が用いられている。初演は私的に行われたが、公開での初演は1952年6月にオックスフォードで、テノールのステュアート・ウィルソンの語り、バーナード・ローズの指揮で行われた。
ヴォーン・ウィリアムズは生涯、アーノルドの「The Scholar Gipsy」を基にしたオペラを制作したいと希望していた。1901年にはスケッチを作成したが、これが後の作品へと繋がっていくことになる。彼が採用した風変りな点として、詩を語り手に語らせる一方で、合唱はほとんど歌詞がないまま歌うという形式が挙げられる。ただし時おり、合唱が語りに呼応してその詩の内容の一部を否定する場面がみられる。
ヴォーン・ウィリアムズは普段、懐旧の思いに沈むような音楽を書かなかったが、この曲の題材ではそのような方向性を取る必要が出てきた。曲はやや諦念へと近づいており、最期を受け入れようとする姿勢さえ窺わせる。全体としては、アーノルドのいた時代と土地を慈しみ静かに考え込みながら回顧する楽曲である。ヒュー・オットウェイ（Hugh Ottoway）はこの作品が事実上「田園風」であると分類した。ピーター・パイリー（Peter Pirie）はこの曲が作曲者の友人で同輩のグスターヴ・ホルストへのオマージュなのではないかと仮説を立て、美意識の面ではヴォーン・ウィリアムズの「野の花」に近いと指摘した。

## 演奏時間
約20-25分

## 録音
- HMV ASD 2487: ジョン・ウェストブルック（英語版）（語り）、ケンブリッジ・キングズ・カレッジ・合唱団（英語版）、ジャック管弦楽団（Jacques Orchestra）、デイヴィッド・ウィルコックス（英語版）指揮（世界初録音）[4]
- Centaur CRC 2299: Gerard Killebrew (speaker); Chorus Civitas (orchestra and chorus); Robert Taylor, conductor
- Nimbus Records NI 5166: ジャック・メイ（英語版）（語り）、クライストチャーチ大聖堂合唱団、イングランド弦楽オーケストラ、スティーヴン・ダーリントン（英語版）指揮